# The Promise of a New Day
The Promise of a New Day è una canzone di Paula Abdul, pubblicata nel 1991 come secondo singolo dal suo secondo album Spellbound.

## Successo
Il brano diventò il sesto e ultimo singolo della cantante ad arrivare alla prima posizione nella Billboard Hot 100.

## Classifiche
| Classifica (1991)       | Posizione |
| ----------------------- | --------- |
| Usa Billboard Hot 100   | 1         |
| Usa Hot Dance Club Play | 1         |
| Canada                  | 1         |
| Australia               | 31        |
| Uk                      | 52        |